# Charlotte Madsen
Charlotte Madsen (født 18. april 1990 i Bækmarksbro) er en dansk filminstruktør.

## Udvalgt filmografi
- Søde lille du (2010)
- Kufferten (2012)
- Sammen hver for sig (2013)